# Hannes Folberth
Hannes Folbert (Bucarest, 16 marzo 1959) è un tastierista rumeno naturalizzato statunitense, noto per il suo lavoro con gli Eloy, nonché per la sua carriera solista..

## Biografia
Folberth ha iniziato a suonare la chitarra da adolescente, e iniziò la sua carriera nel 1979, nella band Adamas. 
Nel 1982 incontrò Frank Bornemann, che lo fece entrare negli Eloy, e rimase nella band fino al 1985. Tornò nella band nel 1994, e incise l'album The Tides Return Forever. Negli anni '80 e '90 fece anche parte del gruppo Shade.
Incise anche 2 album solisti, ed è uno dei membri con maggiore permanenza nella band.

## Discografia

### Solista
- 1984 - Run for Cover
- 2001 - Vital n.1

### Eloy
- 1982 - Time to Turn
- 1983 - Performance
- 1984 - Metromania
- 1994 - The Tides Return Forever
- 1998 - Ocean 2: The Answer
- 2009 - Visionary
- 2017 - The Vision, the Sword and the Pyre - Part 1
- 2019 - The Vision, the Sword and the Pyre - Part 2
- 2023 - Echoes from the Past